# فلاديمير سالنيكوف

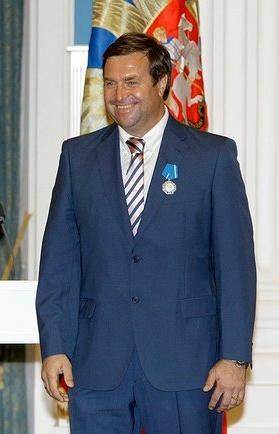
فلاديمير سالنيكوف.

فلاديمير سالنيكوف (Vladimir Salnikov) (بالروسية: Влади́мир Вале́рьевич Са́льников) هو لاعب أولمبي لرياضة السباحة من الاتحاد السوفييتي. شارك في الأولمبياد الصيفي في 1980–1988، وفاز بما مجموعه 4 ميداليات.

## الميداليات
| ذهب | فضة | برونز | المجموع |
| 4   | 0   | 0     | 4       |

## روابط خارجية
- فلاديمير سالنيكوف على موقع الاتحاد الدولي للسباحة (الإنجليزية)
- فلاديمير سالنيكوف على موقع SwimRankings.net (الإنجليزية)
- فلاديمير سالنيكوف على موقع قاعة مشاهير السباحة العالمية (الإنجليزية)
- فلاديمير سالنيكوف على موقع اللجنة الأولمبية الدولية (الإنجليزية)
- فلاديمير سالنيكوف على موقع أوليمبيديا (الإنجليزية)